# Acianthera ramosa
Acianthera ramosa  es una especie de orquídea epifita que se encuentra en Ecuador y Brasil en la Mata Atlántica y el Cerrado.

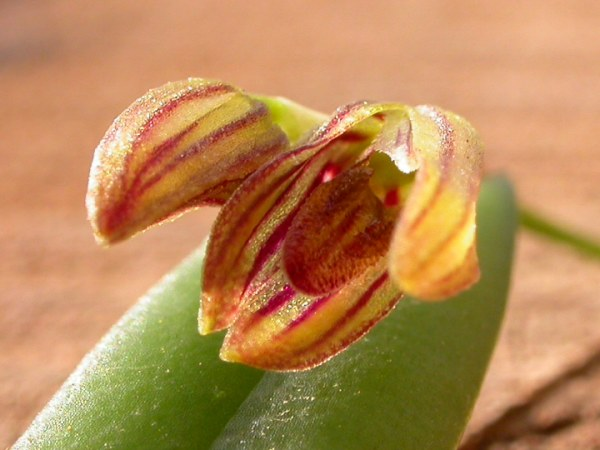
Detalle de las flores

## Taxonomía
Acianthera ramosa fue descrita por (Barb.Rodr.) F.Barros  y publicado en Hoehnea 30(3): 186. 2003.
Etimología
Acianthera: nombre genérico que es una referencia a la posición de las anteras de algunas de sus especies.
ramosa: epíteto latino que significa "ramificada".
Sinonimia
- Acianthera ramosa (Barb. Rodr.) Luer
- Pleurothallis ramosa Barb.Rodr.[4][5]